# Austrocercella
Austrocercella is een geslacht van steenvliegen uit de familie Notonemouridae. De wetenschappelijke naam van het geslacht is voor het eerst geldig gepubliceerd in 1975 door Illies.

## Soorten
Austrocercella omvat de volgende soorten:
- Austrocercella alpina Theischinger, 1984
- Austrocercella autumnalis Theischinger, 1984
- Austrocercella christinae Illies, 1975
- Austrocercella columbae Hynes, 1981
- Austrocercella communis Theischinger, 1984
- Austrocercella distans Theischinger, 1984
- Austrocercella elevata Theischinger, 1984
- Austrocercella forcipula Theischinger, 1984
- Austrocercella hynesi Illies, 1975
- Austrocercella illiesi Theischinger, 1984
- Austrocercella mariannae Illies, 1975
- Austrocercella nivalis Theischinger, 1984
- Austrocercella tillyardi (Kimmins, 1951)
- Austrocercella verna Theischinger, 1984
- Austrocercella weiri Theischinger, 1984